# Antirogo
Antirogo is een bestuurslaag in het regentschap Jember van de provincie Oost-Java, Indonesië. Antirogo telt 10.247 inwoners (volkstelling 2010).